# Florence Lawrence
Florence Annie Bridgwood (Hamilton, 2 januari 1886 – Los Angeles, 28 december 1938), bekend geworden onder de naam Florence Lawrence, was een Canadees actrice, en uitvindster. Ze stond in haar filmcarrière bekend als "The First Movie Star" (De Eerste Filmster).

## Jeugdjaren
Florence Lawrence werd als Florence Annie Bridgwood in Hamilton geboren, als dochter van Charlotte A. Bridgwood, die werkzaam was in de vaudeville onder de naam Lotta Lawrence. Zij was de eigenares van de Lawrence Dramatic Company. Ze speelde ook de hoofdrollen in de stukken die ze hiervan regisseerde. Er is niets bekend over Florence Lawrence' vader. Haar achternaam werd op 4-jarige leeftijd officieel in Lawrence veranderd.
Toen Lawrence nog een klein kind was verhuisde ze met haar moeder en twee oudere broers naar Buffalo. Hier ontwikkelde ze haar atletische mogelijkheden. Zo was ze bevoegd in paardrijden en schaatsen. Nadat ze haar schooldiploma kreeg begon ze bij de dramamaatschappij van moeder te werken.
Na verscheidene onenigheden tussen de medewerkers verhuisde Lawrence in 1906 met haar moeder naar New York.

## Filmcarrière
Lawrence maakte haar filmdebuut in 1906. Ze werd ontdekt door American Vitagraph Company en kreeg veel rollen aangeboden. Zo speelde ze in 1907 voor achtendertig films voor de studio. Ze probeerde tegelijkertijd door te breken op Broadway. Hoewel dit zonder succes verliep kreeg ze wel een rol in een toneelstuk van de Edison Manufacturing Company aangeboden.
In 1907 stopte ze met het maken van films voor Vitagraph om terug te keren naar het theater. Gedurende een jaar toerde ze het land door, maar vertelde hierna dat ze "weigert ooit nog zo'n zigeunersleven te leiden". In de lente van 1908 keerde ze terug naar Vitagraph. Rond deze tijd ontmoette ze acteur Harry Solter.
Solter was gecast in een film van D.W. Griffith, waarvan de vrouwelijke hoofdrol nog niet gecast was. Griffith had de intentie Florence Turner te casten, maar Lawrence wist zichzelf te overtuigen bij beide mannen. Ze groeide uit tot een favoriet van de regisseur. Griffith bood haar $25 per week aan om in films van hem te spelen bij Biograph Studios. Zij nam dit aanbod aan. Ook trouwde ze aan het eind van 1908 met Solter.
In die tijd werden namen van de acteurs niet vermeld in films. Lawrence werd echter wel opgemerkt door het publiek, die naar de studio begonnen te schrijven met de vraag wie Lawrence was. De studio besloot haar aan te duiden als "The Biograph Girl". Haar echte naam werd nog niet gebruikt. Ze bleef een lange tijd een hoofdrolspeelster in films van Biograph. Ze was in deze periode voornamelijk te zien in een komediereeks en romantische films.
Toch besloten Solter en Lawrence hun geluk bij een andere studio te zoeken. Ze schreven aan de Essanay Company dat ze gewillig waren daar te werken. In plaats van het aanbod te accepteren, meldden ze dit aan Biograph, die het echtpaar onmiddellijk ontsloeg. Ze werden in 1910 aangenomen bij Independent Motion Picture Company. Carl Laemmle, de oprichter van die studio, noemde haar naam in films. Hiermee was Florence Lawrence de eerste actrice wier naam werd vermeld in films.
Lawrence groeide uit tot een bekendheid en de studio begon te vrezen over een eventuele eis voor een loonsverhoging. Na elf maanden bij de studio te hebben gewerkt besloten Lawrence en Solter op vakantie naar Europa te gaan. Na hun terugkeer leverden ze bijdragen aan de nieuwe filmmaatschappij van Siegmund Lubin. Toen Independent Motion Picture Company met name door het illegaal maken van films op de zwarte lijst terechtkwam redde Lawrence de studio van een ondergang. Toch verliet ze de studio eind 1910 en raadde de 16-jarige Mary Pickford als vervangster aan.
In 1912 richtten Lawrence, Solter en Carl Laemmle hun eigen filmmaatschappij op en noemden deze Victor Film Company. Lawrence kreeg een loon van 500 dollar per week. Hier maakte ze enkele films met Owen Moore, voordat de studio in 1913 werd doorverkocht aan het nieuw opgerichte Universal Pictures. In 1912 kreeg ze een hevige ruzie met haar man, die naar Europa vluchtte. Toen hij in brieven zijn zelfmoord aankondigde werden ze met elkaar herenigd en ging ze met pensioen.

## Tegenslagen en zelfmoord
Lawrence keerde in 1915 terug naar het witte doek. Tijdens de opnamen van een film brak er een brand uit en liep ze ernstige brandwonden op. Hier hield ze een trauma aan over, maar zette haar carrière wel voort. Ze gaf Solter de schuld van het ongeluk en een scheiding werd al snel aangekondigd. Solter stierf echter in 1920, voor de scheiding voltooid was. Een jaar later trouwde ze met autoverkoper Charles Byrne Woodring. Hij stierf in 1930, waarna ze in 1933 met Henry Bolton trouwde. Dit huwelijk hield niet lang stand, aangezien Bolton haar mishandelde.
In 1921 was ze haar status als ster al verloren en hoopte haar comeback te maken. Ze kreeg echter nog enkel kleine rollen in films en kreeg het zwaar te verduren tijdens de Grote Depressie. Haar laatste filmverschijning zou in 1936 zijn. Lawrence had last van chronische pijn aan haar rug en pleegde in 1938 zelfmoord door mierengif in te nemen.

## Uitvindingen
Lawrence vond de eerste richtingaanwijzers uit. Als een inzittende in een auto op een knop zou drukken, zou er een arm uit de auto verschijnen die zou aangeven welke kant de bestuurder op moest. Hierna maakte ze ook een aangever voor een auto om te remmen.
- Bibliothèque nationale de France: cb16172186x (data)
- Gemeinsame Normdatei: 12153782X
- International Standard Name Identifier: 0000 0000 2706 2763
- Library of Congress Control Number: n87914040
- Nationale Bibliotheek van Tsjechië: xx0164169
- Virtual International Authority File: 50085298
- WorldCat: E39PBJwMDTb7jb6yYVYt3VWkXd